# 卡布斯蘇丹港
卡布斯蘇丹港（阿拉伯语：‎）是阿曼馬斯喀特马特拉赫的港口，完工於1974年，為阿曼蘇丹赛义德·本·泰穆尔「大马特拉赫」計畫的一環。
2014年8月31日，阿曼交通與資訊部宣布卡布斯蘇丹港將停止商用，轉型成單純的遊輪港，貨運則轉往蘇哈爾的蘇哈爾港，以緩解入港船隻交通阻塞的問題。